# Phyllodactylus unctus
Phyllodactylus unctus är en ödleart som beskrevs av  Cope 1864. Phyllodactylus unctus ingår i släktet Phyllodactylus och familjen geckoödlor. IUCN kategoriserar arten globalt som nära hotad. Inga underarter finns listade i Catalogue of Life.